# سهم ممتاز

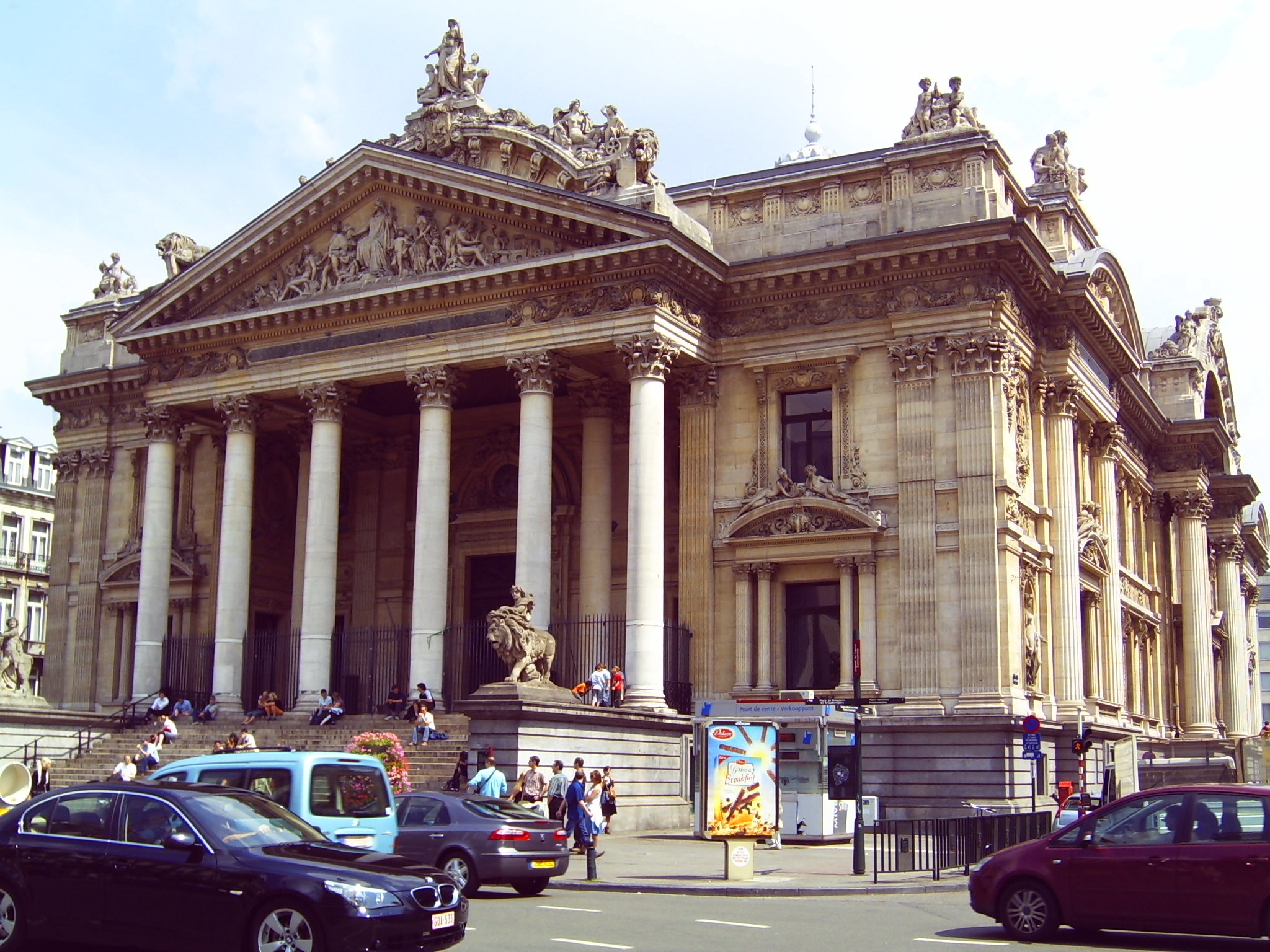
بورصة بروكسل

السهم التفضيلي (بالإنجليزية: Preferred stock)‏ يختلف عن السهم العادي بأنه يتميز بتحديد عائد ثابت يحصل عليه صاحب السهم التفضيلي قبل إجراء أي توزيعات يحصل عليها المساهمون العاديون أو أصحاب الأسهم العادية، وبعد ذلك تحصل معهم على نصيبها من الأرباح سواءً بسواء.
و في حال عدم تحقيق الشركة لربح يغطي مقدار التوزيعات التي يجب أن يحصل عليها حامل السهم الممتاز فان حقه لا يسقط ولكنه قد يؤجل إلى سنوات قادمة.
أما في حال افلاس الشركة فان حامل السند أو الدين بكافة أشكاله هم أول من يحصل على حقهم من تسييل أصول الشركة ثم حاملوا الأسهم الممتازة وفي نهاية الأمر حاملوا الأسهم العادية.
و صاحب السهم الممتاز لا يكون له قوة تصويتية وذلك لعدم تحمله نفس المخاطرة كحال حامل السهم العادي.